# 斎藤喜幸
齊藤 喜幸（さいとう きこう、1930年1月30日 - 2007年9月6日 ）は、日本の経営者。松坂屋社長、会長を務めた。

## 来歴・人物
愛知県名古屋市出身。1951年に三重水産専門学校を卒業し、翌年に松坂屋に入社。1982年5月に取締役に就任し、常務、専務を経て、1989年5月に副社長に就任し、1991年5月に社長に就任。1993年5月に会長に就任し、1997年までに務めた。
中京テレビ放送非常勤取締役も務めた。
2007年9月6日胃がんにより、死去。77歳没。